# 坩埚钳

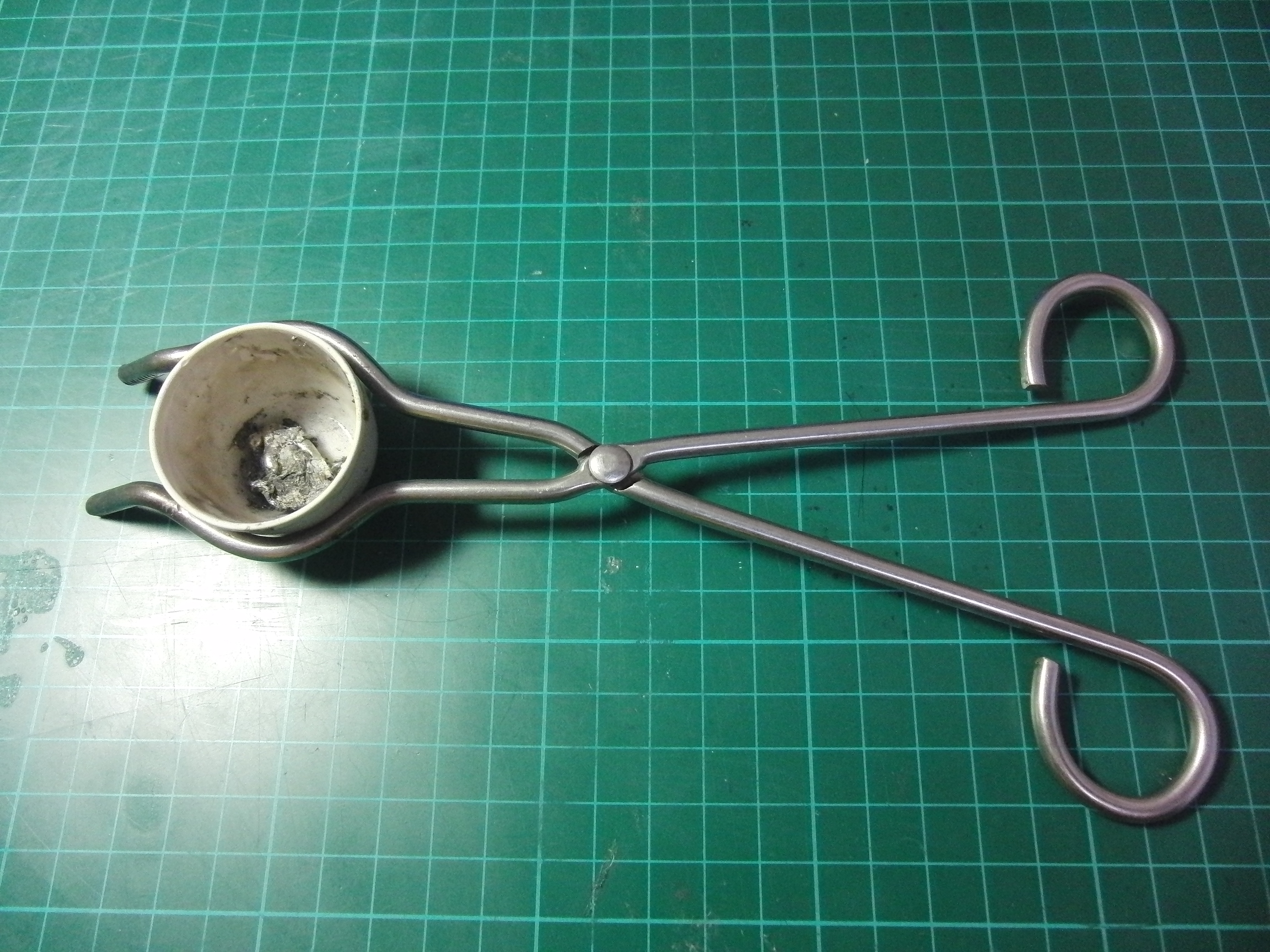
坩堝鉗與坩堝的夾法之一

坩埚钳是化学实验中常用的一种仪器，一般用于夹持坩埚或蒸發皿。坩埚钳的外表与剪刀相似，一般采用钢铁制成。